# Margo (Saskatchewan)
Margo je vesnice v kanadské provincii Saskatchewan.

## Demografie
Podle sčítání obyvatel z roku 2001 žilo ve vsi Margo 106 osob v 76 domácnostích. Oproti roku 1996 jich ubylo 16,5%. Střední věk obyvatelstva byl 57,5 roku (u mužů 49,5 a u žen 57,8).